# Grécia nos Jogos Olímpicos de Inverno de 1994
A Grécia competiu nos Jogos Olímpicos de Inverno de 1994, em Lillehammer, na Noruega.